# Limnebius nitiduloides
Limnebius nitiduloides är en skalbaggsart som beskrevs av Baudi 1872. Limnebius nitiduloides ingår i släktet Limnebius och familjen vattenbrynsbaggar. Inga underarter finns listade i Catalogue of Life.